# Giovanni Vitrotti
Giovanni Battista Vitrotti, detto "Vitrutìn", (Torino, 16 novembre 1882 – Roma, 1º dicembre 1966), è stato un direttore della fotografia e regista cinematografico italiano.

## Biografia

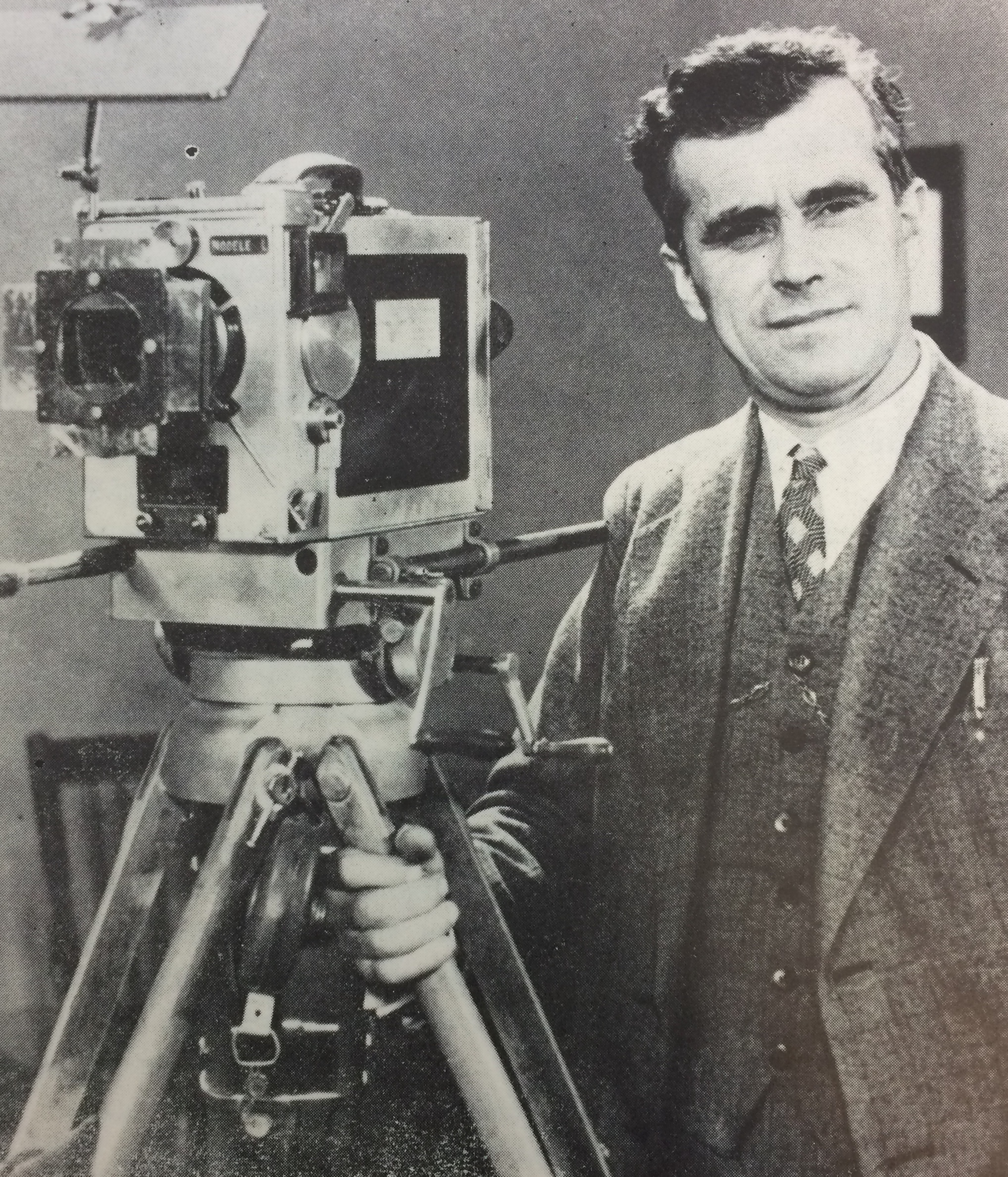
Giovanni Vitrotti a Berlino nel 1926 con la sua "Debrie", modello L.

Secondo di tre fratelli, il primo Battista (1875-1949) e il più giovane Giuseppe Paolo (1890-1974), Giovanni iniziò già in giovane età la sua attività artistica, in un primo tempo nella pittura, ma è il nuovo mezzo di espressione a portarlo, a 21 anni, verso quella che diventerà la sua vera professione: la fotografia. Nel 1903 ottenne la medaglia d’oro al Concorso di Fotografia Sportiva della Società della Stampa di Torino. Grazie alla notorietà che riuscì a conquistare come abile e raffinato fotografo d'arte, entrò in rapporto con Arturo Ambrosio che fu titolare di una delle più antiche “Manifatture cinematografiche”: la Ambrosio Film di Torino, presso la quale lavorò fin dalla sua costituzione avvenuta nel 1906. Tra le produzioni a soggetto dell’Ambrosio in cui fu impiegato come fotografo e operatore vanno citati Gli ultimi giorni di Pompei (1908), Il diavolo zoppo (1909), Didone abbandonata (1910) , La Gioconda (1912), Il fornaretto di Venezia (1914), Teodora (1922), e le numerose comiche con interpreti i personaggi di Robinet (Marcel Fabre), Fricot (Ernesto Vaser) e Gigetta (Gigetta Morano). 
Come avvenne per la maggior parte degli operatori alle origini del cinema, i primi lavori di Vitrotti furono delle vedute, dei documentari illustrativi e le riprese cosiddette “dal vero” filmate nel 1905: Briganti in Sardegna, La corsa di Brescia, Le corse a Mirafiori. Nel 1906 realizzò, fra gli altri i film La corsa Susa-Moncenisio, Il Concorso Ippico di Torino, Manovre Alpine, Regina a Gressoney e, con tutta probabilità, i primi filmati pubblicitari italiani: Estratto di carne e Seccotine. Nel luglio del 1907 Vitrotti si sposò con Angela Ercules ed ebbero quattro figli: il primo Virgilio (1908-1928), Felicita "Tina" (1911-1953), che esordì anch'essa nel mondo del cinema col nome d’arte di Mary Dorian, l'operatore e regista Giovanni Alberto "Gianni" (1922-2009), che ebbe un’importante carriera di operatore, e l'operatore Franco (1923-2011). 
Nel 1908 Giovanni si recò a Messina per filmare le rovine provocate dal terremoto. Per il suo documentario Industria del legno nel Cadore (1909) ottenne il Gran diploma d'onore e la Medaglia d'oro del Re. Per lo stesso film, nel 1910, all'esposizione universale di Bruxelles gli venne assegnata la Medaglia d'oro del Re dei Belgi. Vitrotti ricordava spesso questo lavoro, era sua convinzione di essere stato il primo ad applicare per questo film la tecnica della carrellata, sfruttando le zattere in movimento sul fiume; giornalisti e colleghi, tra cui Giovanni Pastrone, lo chiamarono l'inventore della carrellata. A Torino avvicina spesso in qualità di operatore e fotografo i membri della casa reale, documenta la loro vita istituzionale, privata e mondana godendo della stima della Regina d'Italia Elena di Savoia, appassionata di fotografia. Per conto dell'Ambrosio nel 1910 venne inviato in Russia per girarvi dei film nel grande teatro di posa della Thiemann & Reinhardt. Dopo il rientro da questo viaggio, passò prima da Malta per realizzare un reportage cinematografico, poi si fermò in Turchia e a Tunisi. Nell’estate 1911 infine ripartì per il secondo viaggio in Russia. Un ritorno che si dimostrò molto proficuo per i documentari di attualità, ripresi a volte in maniera rischiosa e rocambolesca. I travelogues vennero realizzati a Mosca, Tbilisi, Baku, Ani, Erevan e nelle zone turche dell’Ararat. Documentò usi e costumi delle popolazioni tartare e cosacche e si spinse fino in Persia.

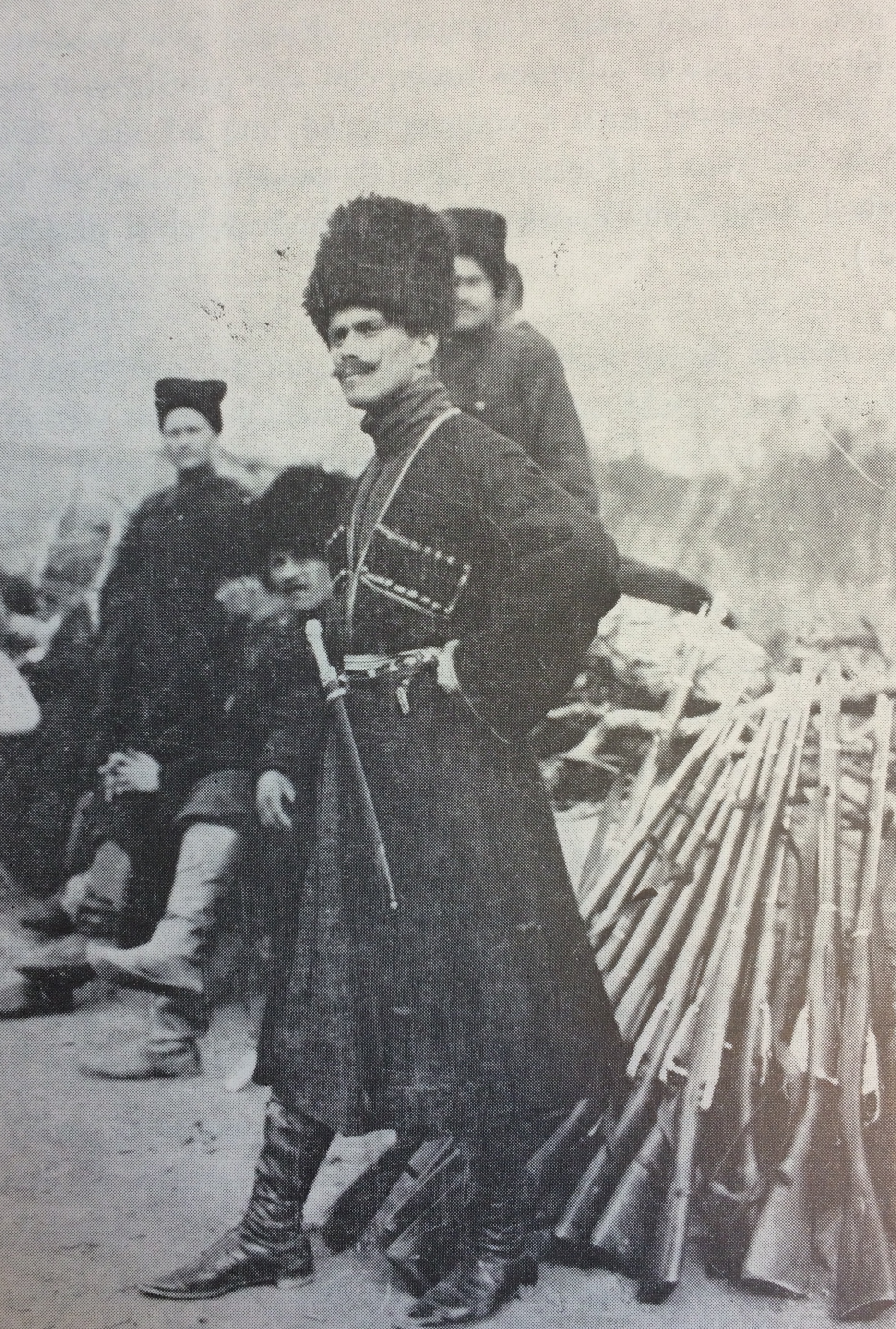
Russia 1910: Giovanni Vitrotti in uniforme da cosacco assieme ai soldati della Guardia Imperiale.

Prima del suo rientro in Italia nel 1911, fece tappa a Tripoli per filmare la guerra italo-turca. Ritornato a Torino, riprese altri “dal vero”: dall’Esposizione Internazionale alla visita del Re d’Inghilterra, per poi ritornare a viaggiare all’estero, dapprima in Turchia, in Bulgaria, in Serbia, in Austria e nel Montenegro. In Dalmazia poi girò una serie di documentari sulle città della costa. Nel 1913 venne inviato in Svizzera, in Francia e in Spagna. Alla fine dello stesso anno abbandonò l’Ambrosio Film (alla quale ritornerà nel 1919) e fondò a Torino, con un gruppo di soci, la Leonardo Film che produsse una ventina di pellicole fino al 1915. 
Quando la Prima Guerra Mondiale era già al suo secondo anno, nel marzo del 1916 fu richiamato e destinato al 6º Genio Ferrovieri. Dal settembre 1916 passò alla sezione Fotocinematografica del Quartiere Generale del Comando Supremo del Regio Esercito e inviato in zona di operazioni con le mansioni di cineoperatore e fotografo. Si trovò così a documentare le battaglie dell’Isonzo, il fronte del Trentino, la successiva liberazione delle città, la visita nel 1918 del Re d'Italia Vittorio Emanuele III a Trieste, oltre ai tanti episodi di distruzione e di dolore, spostandosi nel fango e nell’acqua delle trincee per essere più vicino alle azioni. 
Alla fine del 1918 fu congedato e ritornò all’Ambrosio Film; già si cominciavano ad avvertire le prime avvisaglie della crisi che avrebbe gravato sul cinema e che i sarebbe inasprita a tal punto da indurre buona parte dei cineasti ad emigrare in America, Francia e Germania. Così, agli inizi del 1921 Giovanni Vitrotti, con la crisi del cinema italiano, si trasferì con la famiglia a Berlino, dove lavorò per le Case tedesche Phoebus, la Terra-Film, la May-Film e la National-Film. Vi restò per dieci anni partecipando alla realizzazione di 42 film al fianco di registi come Robert Wiene, Wilhelm Dieterle, Luis Trenker, Henryk Galeen, E.A. Dupont. Nella sua casa del quartiere berlinese di Charlottenburg nel 1922 nacque il figlio Gianni Alberto, la stessa abitazione che diventò punto di riferimento della colonia italiana dei cineasti emigrati. Nel 1930 si recò in Polonia e sarà operatore di Moralność pani Dulskiej (regia di Bolesław Newolin), il primo film sonoro della cinematografia polacca. Nel 1932, con l’avvento del Nazismo, le leggi sull’immigrazione lo costrinsero a ritornare definitivamente in Italia. In questi anni il Fascismo organizzava i più grossi tentativi di propaganda cinematografica attraverso l’Istituto Nazionale Luce e i cineoperatori assunti non sono molti: si dovettero perciò utilizzare anche le collaborazioni esterne. Vitrotti, che continuò a lavorare per le produzioni di film, fu chiamato più volte per riprendere molteplici manifestazioni sportive: da Torino, nel periodo dal 1936 al 1939, registrò dei servizi di calcio, pattinaggio e sci per il Giornale Luce. Nel maggio 1938, Giovanni fu inviato a Napoli per riprendere la grande esercitazione aerea presso il poligono di Furbara organizzata in onore del viaggio in Italia di Adolf Hitler. Lavora con Gioacchino Forzano in Villafranca, con Gennaro Righelli ne Il pozzo dei miracoli, con Blasetti negli esterni della Contessa di Parma, con Faraldo e Talamo in Uragano dei Tropici, con Campogalliani negli esterni di Musica Proibita, ne Gli ultimi fiilbustieri, Il figlio del corsaro rosso, con Poggioli ne L'Amore canta, con Luigi Zampa in Fra Diavolo, con Calzavara in Dagli Appennini alle Ande, per la Scalera Film in Resurrezione. Prima della guerra inizia a girare un lungometraggio sulla costruzione del nuovo stabilimento FIAT a Mirafiori, seguendo tutte le fasi dello sviluppo edilizio ed industriale. Il regista è Mario Gromo. Nell’aprile del 1942 Giovanni fu assunto dalla Settimana Incom per realizzare alcuni servizi.

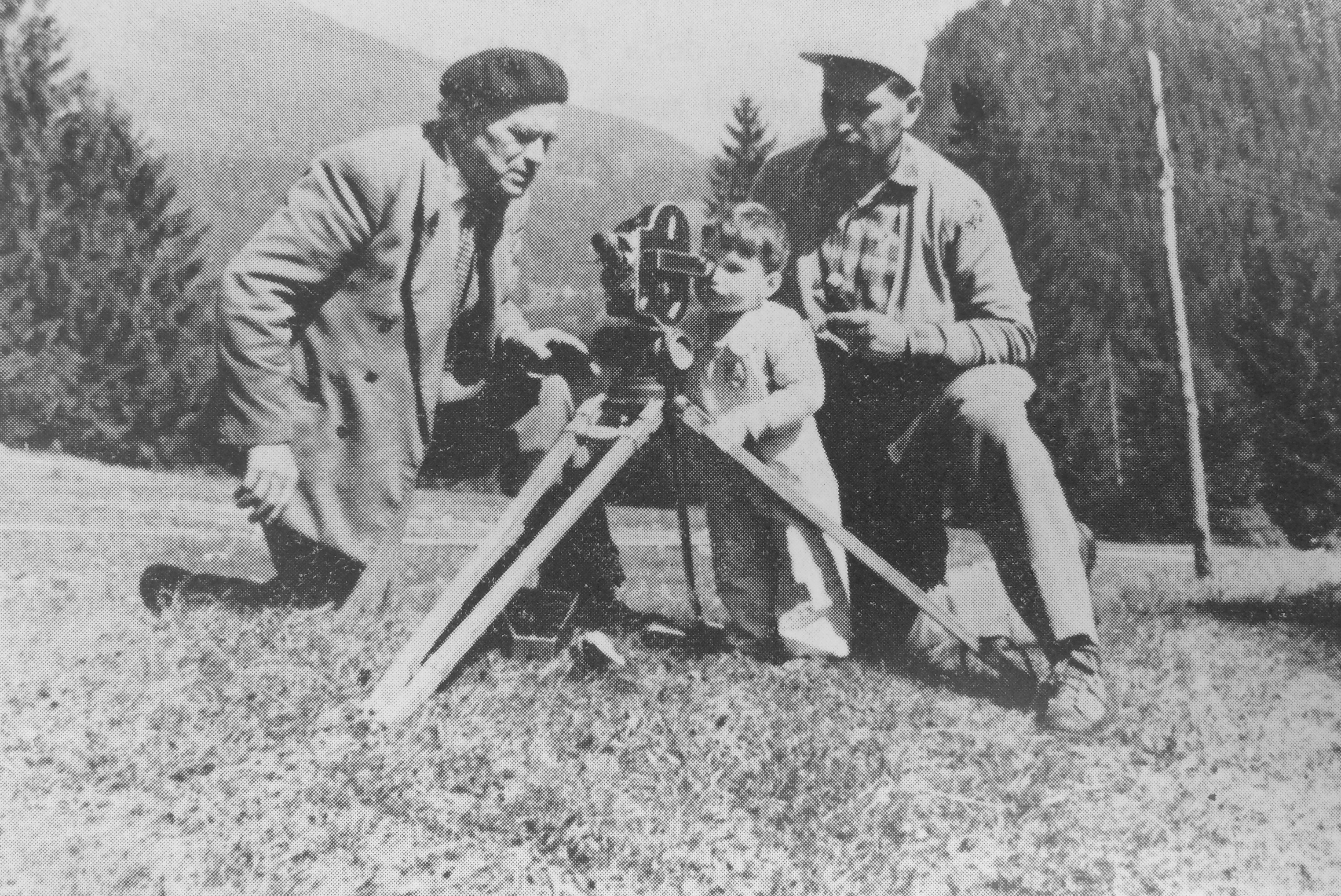
Una delle ultime foto di Giovanni Vitrotti. Il vecchio operatore, qui con il figlio Gianni Alberto ed il nipotino Valentino.

In quel periodo, i due figli Franco e Gianni Alberto cominciarono a lavorare nel cinema sotto la guida del padre. Con entrambi i figli cresciuti alla sua scuola, Giovanni produsse numerosi documentari didattici, folcloristici e culturali, che ottennero premi e riconoscimenti ai festival internazionali di Venezia, Berlino ed Edimburgo. Nel dopoguerra egli pone, poi, seppure non accreditato, la sua firma di operatore alla edizione italiana di Don Camillo del regista Duvivier. La pellicola è interpretata da Fernandel e Gino Cervi. Negli ultimi anni della sua vita, in qualità di presidente dell’ “Associazione dei Pionieri del Cinema”, è impegnato in una battaglia civile, si batte per il diritto alla pensione per attori ed artisti del cinema. Dopo un fecondo e lungo lavoro dietro la macchina da presa, Giovanni Vitrotti si spense a Roma il 1 dicembre 1966. Così venne a mancare all'età di 84 anni uno dei maggiori pionieri e operatori italiani del cinema che si ricorda e si celebra non solo per una carriera di grandi collaborazioni, ma anche e soprattutto per le sue idee acute e innovative.

## Filmografia parziale

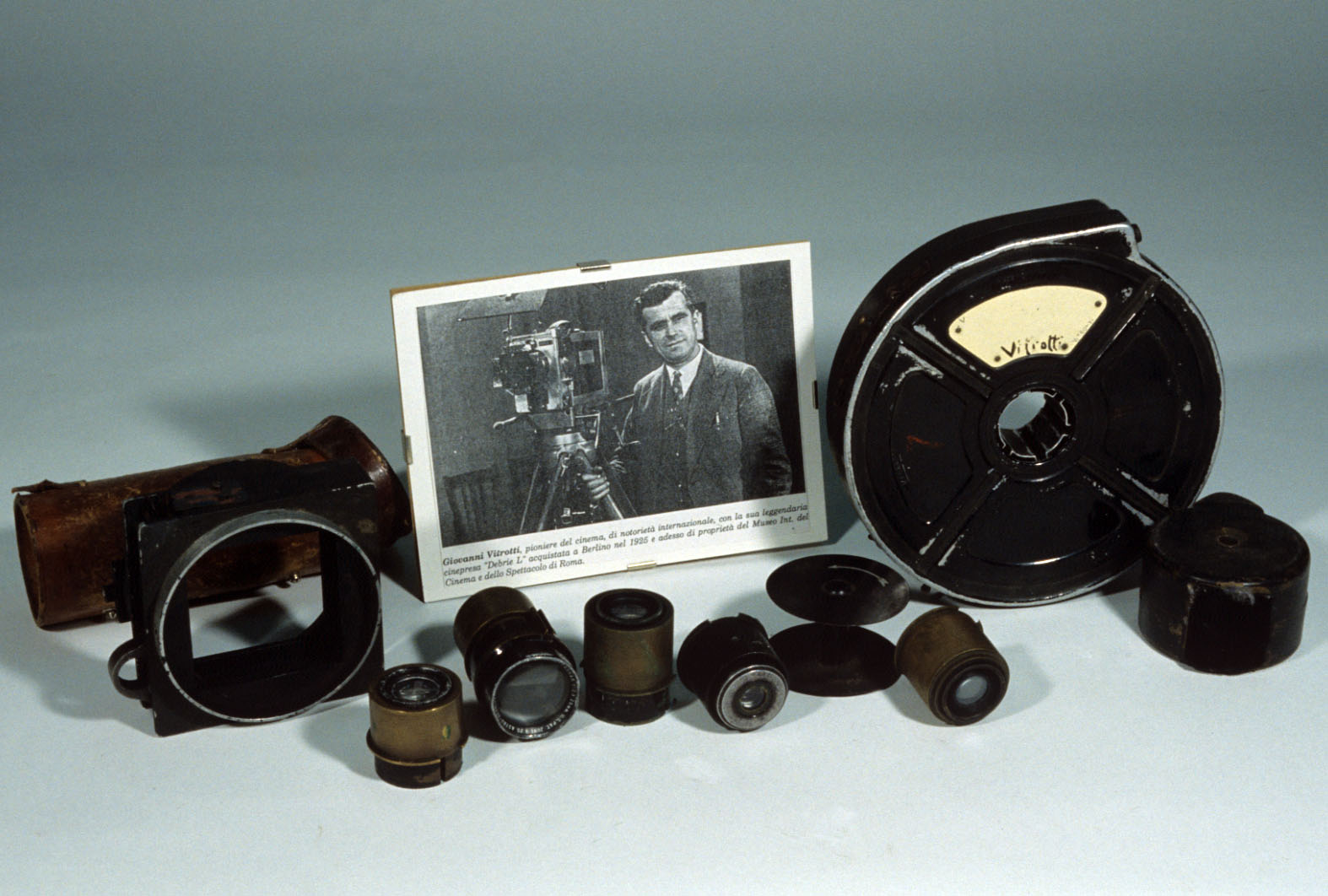
Obiettivi cineprese di Giovanni Vitrotti ex Museo MICS Roma

### Direttore Artistico / Regista
- Briganti in Sardegna (1905)
- Un cappello nella minestra (1905)
- Sua Maestà il Re all'Esposizione (1907)
- Cinzano - Vendemmia del Vermouth (1907)
- Cinzano - Vendemmia del Moscato (1907)
- L'orfanella di Messina (1909) / regia e fotografia
- L'industria del legno in Cadore (1909) / regia e fotografia
- Il prigioniero del Caucaso (Kavkazskij plennik) (1911)
- Tradimento (Izmena) (1911)
- Il Demone (Demon) (1911)
- Dal Gran Paradiso alla Sella di Ivrea (1950)
- Il Carnevale d'Ivrea (1954)
- Le isole Borromee (1964)

### Direttore della fotografia / Operatore
- Il romanzo di un derelitto, regia di Roberto Omegna (1906)
- Gli ultimi giorni di Pompei, regia di Luigi Maggi, Arturo Ambrosio, Roberto Omegna (1908)
- Nerone, regia di Luigi Maggi, Arturo Ambrosio (1909)
- La fontana di Bachcisaraj (Bakchisarayskiy fontan), regia di Yakov Protazanov (1910)
- Il duello di Robinet, regia di Marcel Fabre (1910)
- Lo schiavo di Cartagine, regia di Arturo Ambrosio, Luigi Maggi, Roberto Omegna (1910)
- Calvario, regia di Ubaldo Maria Del Colle (1910)
- Il pianoforte silenzioso, regia di Luigi Maggi (1910)
- Salambò, regia di Arturo Ambrosio (1911)
- La figlia di Iorio, regia di Arrigo Frusta (1911)
- Sogno d'un tramonto d'autunno, regia di Luigi Maggi (1911)
- La sposa dello Zar (Carskaja nevesta), regia di Vladimir Krivcov (1911)
- La mala pianta, regia di Mario Caserini (1912)
- La Gioconda, regia di Luigi Maggi (1912)
- Satana, regia di Luigi Maggi (1912)
- I mille, regia di Alberto degli Abbati (1912)
- Anfisa, regia di Yakov Protazanov (1912)
- Agenzia Griffard, Vitale De Stefano (1913)
- Gli artigli di Griffard, regia di Vitale De Stefano (1913)
- Dante e Beatrice, regia di Mario Caserini (1913)
- Fra larici e ghiacciai, regia Giuseppe Pinto (1913)
- Il critico, regia di Febo Mari (1913)
- La strage degli innocenti, regia di Alberto Traversa, Gino Rosselli (1913)
- Passione fatale, regia di Giuseppe Pinto (1913)
- Gli ultimi giorni di Pompei, regia di Eleuterio Ridolfi (1913)
- Il fornaretto di Venezia, regia di Luigi Maggi (1914)
- La crociata degli innocenti, regia di Alessandro Blasetti, Gino Rossetti (1916)
- Il romanzo di Maud, regia di Diana Karenne (1917)
- La cantoniera n.13, regia di Luigi Maggi (1919)
- Terra, regia di Eugenio Testa (1920)
- Pugno di ferro (Die eiserne Faust), regia di Joseph Delmont (1921)
- Teodora, regia di Leopoldo Carlucci (1922)
- Maciste und die Javanerin (o Man soll es nicht für möglich halten), regia di Uwe Jens Krafft (1922)
- L'abisso della morte (Die Schlucht des Todes), regia di Luciano Albertini, Alberto-Francis Bertoni e Max Obal (1923)
- Le lettere della Baronessa S. (Die Liebesbriefe der Baronin von S. ), regia di Henrik Galeen (1924)
- Quo Vadis?, regia di Gabriellino D'Annunzio e Georg Jacoby (1925)
- Jagd auf Menschen, regia di Nunzio Malasomma (1926)
- Der Pfarrer von Kirchfeld, regia di Jacob Fleck e Luise Fleck (1926)
- Der fidele Bauer, regia di Franx Seitz (1927)
- Die Sünderin, regia di Mario Bonnard (1927)
- Das Geheimnis des Abbé X, regia di Wilhelm Dieterle (1927)
- Villa Falconieri, regia di Richard Oswald (1928)
- Leontines Ehemänner, regia di Robert Wiene (1928)
- Amore contrastato (Unfug der Liebe), regia di Robert Wiene (1928)
- Un uomo forte (Mocny czlowiek), regia di Henryk Szaro (1929)
- La morale della signora Dulska (Moralność Pani Dulskiej), regia di Bolesław Newolin (1930)
- Zwei Menschen, regia di Erich Waschneck (1930)
- Montagne in fiamme (Berge in Flammen), regia di Luis Trenker e Karl Hartl (1931)
- Tre uomini in Frak, regia di Mario Bonnard (1932)
- Il dono del mattino, regia di Enrico Guazzoni (1932)
- Zaganella e il cavaliere, regia di Giorgio Mannini e Gustavo Serena (1932)
- La canzone del sole, regia di Max Neufeld (1933)
- Villafranca, regia di Giovacchino Forzano (1934) / non accreditato
- I quattro moschettieri, regia di Carlo Campogalliani (1936)
- Contessa di Parma, regia di Alessandro Blasetti (1937) / non accreditato
- Uragano ai Tropici, regia di Pier Luigi Faraldo e Gino Talamo (1939)
- I nuovi stabilimenti Fiat, regia di Mario Gromo (1940)
- Il pozzo dei miracoli, regia di Gennaro Righello (1941)
- L'Amore canta, regia di Ferdinando Maria Poggioli (1941)
- Musica proibita, regia di Carlo Camogalliani (1942) / non accreditato
- Fra Diavolo, regia di Luigi Zampa (1942)
- Il figlio del corsaro rosso, regia di Marco Elter (1943) / non accreditato
- Dagli Appennini alle Ande, regia di Flavio Calzavara (1943)
- Resurrezione, regia di Flavio Calzavara (1944) / non accreditato
- Se vuoi goder la vita..., regia di Riccardo Cassano (1945)
- I fratelli miracolosi, regia di Luciano Emmer (1949)
- Buffalo Bill a Roma, regia di Giuseppe Accatino (1950)
- Contro la legge, regia di Flavio Calzavara (1950)
- Don Camillo, regia di Julien Duvivier (1952) / non accreditato
- Passione, regia di Max Calandri (1953)
- Bora su Trieste, regia di Gianni Alberto e Franco Vitrotti (1953)
- Artefici del mosaico, regia di Gianni Alberto Vitrotti (1954)
- Il mare e i monti del Friuli, regia di Gianni Alberto Vitrotti (1957)

## Riconoscimenti e premi
- Gran Diploma d'Onore e Medaglia d'oro, Esposizione Nazionale di Fotografia Artistica e Cinematografica, Milano
- Diploma d'Onore e Coppa d'argento, Esposizione del Foto-Club d'Arte, Torino (premio dedicato dalla Casa Seblussner di Francoforte sul Meno)
- Grande Coppa d'argento degli Artisti del Teatro Imperiale di Mosca (Film storici), Mosca
- Grande Medaglia d'oro - 1. Premio, Esposizione Mondiale di Fotografia artistica e Cinematografica, Bruxelles
- Gran Diploma d'onore e Medaglia d'oro, Esposizione Internazionale Fotografia Artistica, Torino
- Encomio Speciale delle LL.A.R. i Duchi di Genova, Film epoca Napoleonica - Castello Reale d'Agliè, Agliè
- Diploma d'Onore, Concorso Internazionale di Cinematografia, Torino